# The First Chapter (The Mission)
The First Chapter è un album compilation contenente materiale proveniente dai primi due EP del gruppo gothic rock britannico The Mission, pubblicato nel 1987.

## Il disco
Per diffondere maggiormente il verbo della band, la nuova casa discografica decide di acquisire i diritti delle loro due precedenti pubblicazioni con la piccola Chapter 22 assemblandole in un'unica uscita: intitolata, per l'appunto, The First Chapter.
Come ampiamente risaputo, negli Stati Uniti, per problemi di copyright, il loro nome appare come The Mission U.K. (dovuto alla provenienza, appunto). In questa edizione: è cambiata leggermente la disposizione delle tracce, eliminata la versione estesa di Like A Hurricane e, sono state inserite Tomorrow Never Knows e Wishing Well, altre cover eseguite dalla band più volte e inserite nei successivi EP.
Mentre in quella Giapponese (uscita quattro anni dopo), a quella Europea sono state aggiunte Tomorrow Never Knows (Amphetamix) e la versione live di Serpent's Kiss. Tutte comunque ritrovabili nelle diverse edizioni degli EP del periodo.
Successivamente nel 2007 viene rimasterizzato e, quindi, ripubblicato con l'aggiunta di bonus track. Incluse, questa volta, anche le due brevi Intermission e la Swan Song, originariamente presenti nel secondo EP firmato dal gruppo.

## Tracce

### Europe Version
1. Like A Hurricane – 4:55 – cover di Neil Young & Crazy Horse
2. Over The Hills And Far Away – 3:56
3. Naked And Savage – 4:46
4. Serpents Kiss – 4:15
5. Dancing Barefoot – 3:05 – cover dei Patti Smith Group
6. The Crystal Ocean (Extended) – 7:35
7. Garden Of Delight (Extended) – 5:00
8. Wake (RSV) – 5:00
9. Like A Hurricane (Extended) – 7:05 – cover di Neil Young & Crazy Horse

### USA Version
1. Tomorrow Never Knows (Edited Version) – 3:30 – cover dei The Beatles
2. Over The Hills And Far Away – 3:56
3. Naked And Savage – 4:46
4. Serpents Kiss – 4:15
5. Wake (RSV) – 5:00
6. Like A Hurricane – 4:55 – cover di Neil Young & Crazy Horse
7. Garden Of Delight (Extended Version) – 5:00
8. Wishing Well – 2:45 – cover dei Free
9. Dancing Barefoot – 3:05 – cover dei Patti Smith Group
10. The Crystal Ocean (Extended) – 7:35

### Japan Version
1. Like A Hurricane – 4:55 – cover di Neil Young & Crazy Horse
2. Over The Hills And Far Away – 3:56
3. Naked And Savage – 4:46
4. Serpents Kiss – 4:15
5. Dancing Barefoot – 3:05 – cover dei Patti Smith Group
6. The Crystal Ocean (Extended) – 7:35
7. Garden Of Delight (Extended) – 5:00
8. Wake (RSV) – 5:00
9. Like A Hurricane (Extended) – 7:05 – cover di Neil Young & Crazy Horse
10. Tomorrow Never Knows (Amphetamix) – 4:57 – cover dei The Beatles
11. Serpent's Kiss (Live) – 4:11

### Remastered Edition
1. Like A Hurricane – 4:58 – cover di Neil Young & Crazy Horse
2. Intermission: "Gleaming Dome" – 0:34
3. Over The Hills And Far Away – 3:56
4. Intermission: "East Coast Lament" – 0:39
5. Naked And Savage – 4:45
6. Serpents Kiss – 4:11
7. Dancing Barefoot – 3:08 – cover dei Patti Smith Group
8. The Crystal Ocean (Extended) – 7:33
9. Swan Song: "Vigilante Man" – 0:24
10. Garden Of Delight (Extended) – 5:01
11. Wake (RSV) – 5:01
12. Like A Hurricane (Extended) – 7:07 – cover di Neil Young & Crazy Horse
13. Burning Bridges (Slaughterhouse Version) – 3:59
14. Serpents Kiss (Live ’86) – 4:11
15. Wake (Live ’86) – 4:56
16. Dancing Barefoot (Live ’86) – 2:06 – cover dei Patti Smith Group
17. 1969 (Live ’86) – 2:43 – cover dei The Stooges
18. Shelter From The Storm (Edit) (Live, Astoria  ’88) – 9:26

## Formazione
- Wayne Hussey – voce, chitarra
- Simon Hinkler – chitarra
- Craig Adams – basso
- Mick Brown – batteria